# 324 (číslo)
Tři sta dvacet čtyři je přirozené číslo, které následuje po čísle tři sta dvacet tři a předchází číslu tři sta dvacet pět. Římskými číslicemi se zapisuje CCCXXIV a řeckými číslicemi τκδ.

## Matematika
324 je:
- Abundantní číslo
- Nešťastné číslo
- Nepříznivé číslo
- Součet čtyř po sobě jdoucích prvočísel (73 + 79 + 83 + 89)

## Astronomie
- (324) Bamberga je planetka hlavního pásu, kterou objevil v roce 1892 Johann Palisa

## Doprava
- Silnice II/324 je česká silnice II. třídy vedoucí na trase I/32 – Městec Králové – Skochovice – Nový Bydžov – Nechanice – Stěžery – Hradec Králové – Opatovice nad Labem – Pardubice – Chrudim[1][2][3][4][5]

## Roky
- 324
- 324 př. n. l.